# 김천시청 농구단
김천시청 농구단은 대한민국의 여자 실업 농구단이다. 농구대잔치와 전국체육대회 등 많은 대회에서 우승컵을 들어올리며 여자 실업 농구계의 최강팀으로 인식되고 있다.